# Parque de Trofeos Militares (Bakú)
El Parque de Trofeos Militares en Bakú (en azerí: Hərbi Qənimətlər Parkı) es un espacio público azerí, en donde se muestra el equipamiento militar de las Fuerzas Armadas de Armenia y el Ejército de Defensa de Artsaj como trofeo de guerra capturado durante la segunda guerra del Alto Karabaj (año 2020).

## Descripción

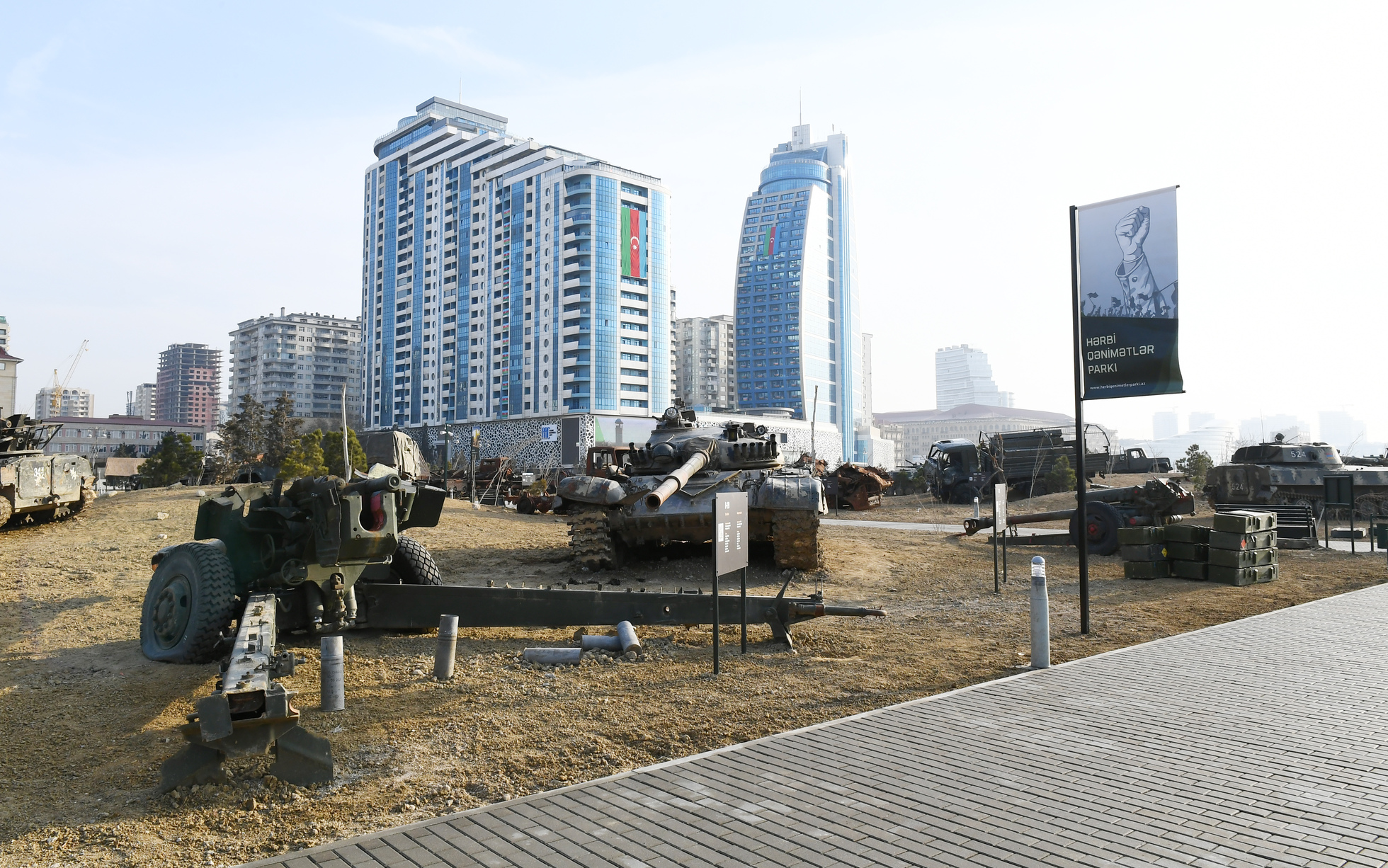
Parte del equipo incautado.

Más de 300 equipos militares (150 equipos pesados, tanques, vehículos de combate, artillería, sistemas de misiles antiaéreos, armas pequeñas) capturados a los militares armenios durante la segunda guerra del Alto Karabaj de 2020 se exhibe en el parque. Muchos de estos vehículos previamente se habían exhibido como trofeos de guerra en el Desfile de la Victoria celebrado el 10 de diciembre de 2020.

## Inauguración

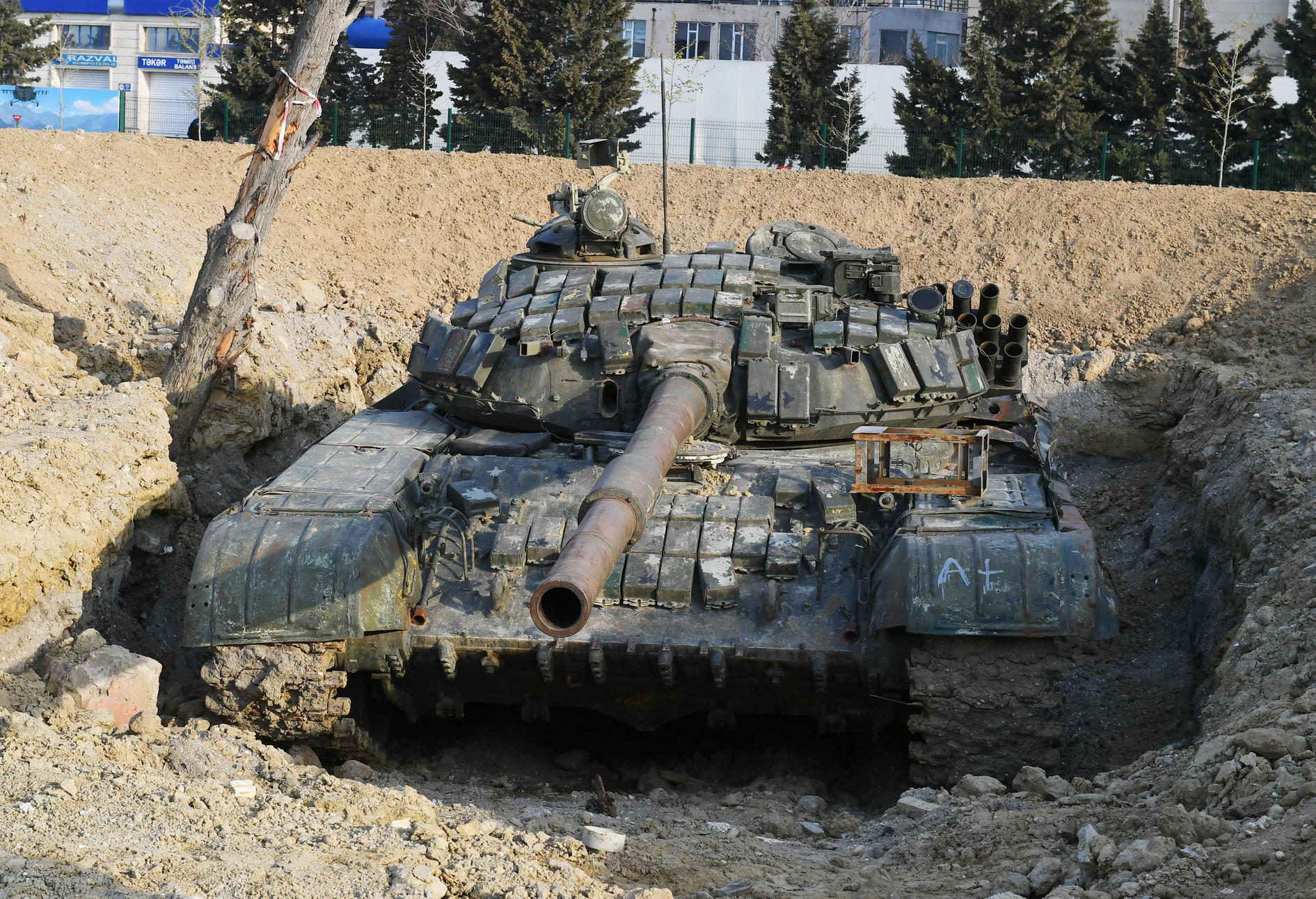
Un tanque T-72 armenio capturado por Azerbayan y exhibido en el recinto.

El 12 de abril de 2021 se celebró la inauguración del Parque de Trofeos militares en Bakú con la participación del presidente de Azerbaiyán, Ilham Aliyev.